# Andezyt pieniński

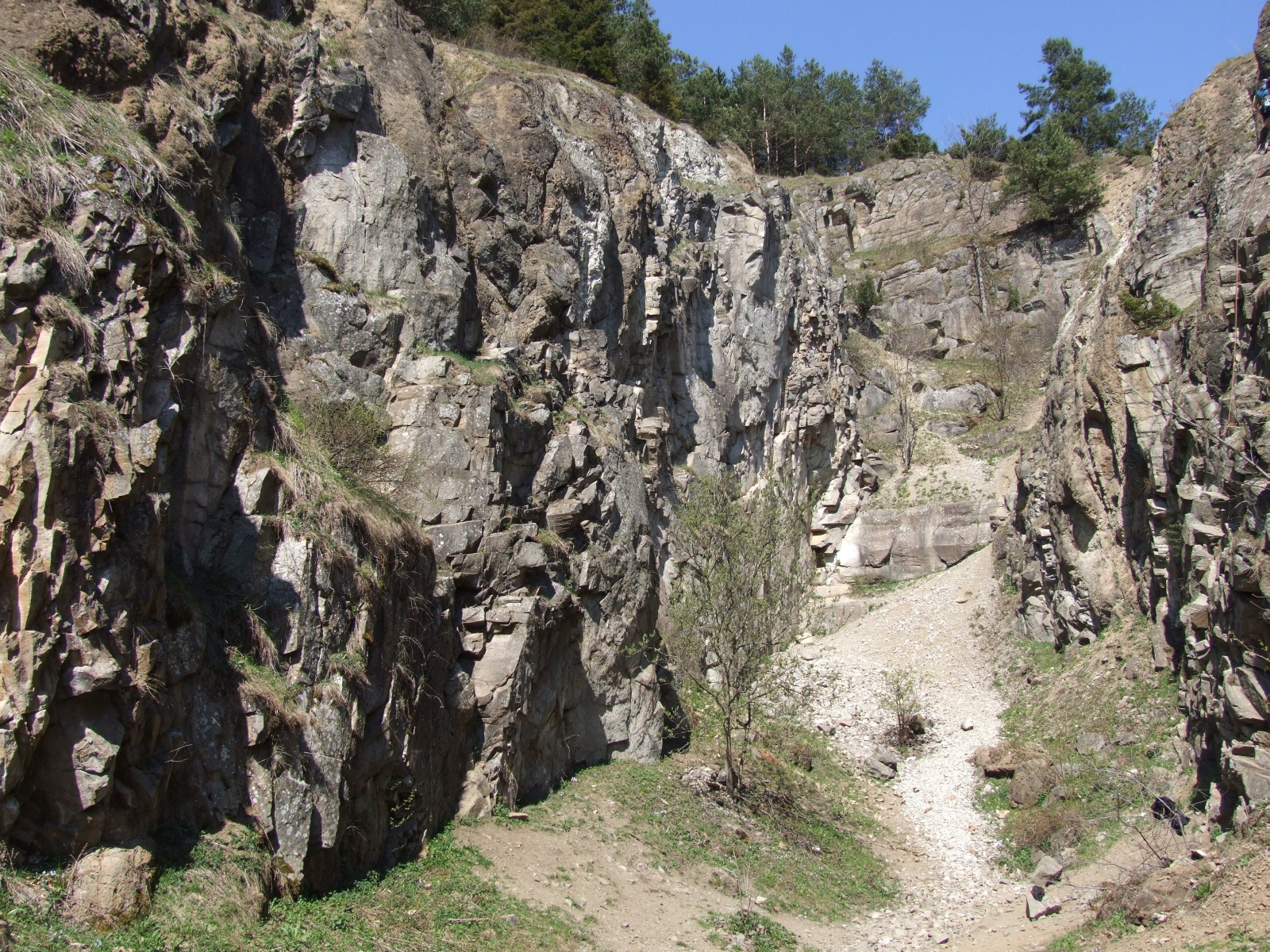
Andezyt pieniński w miejscu występowania (kamieniołom Snozka)

Andezyt pieniński – subwulkaniczny andezyt występujący w Pieninach i Beskidzie Sądeckim. Wydobywany był w kilku kamieniołomach w powiecie nowotarskim, w województwie małopolskim, w Polsce. Skała pochodzi z miocenu (generacja starsza z burdygału i generacja młodsza z tortonu). Istnieje kilka odmian tej skały, wśród których głównymi są andezyt amfibolowy oraz andezyt augitowo-amfibolowy.
Występuje w obrębie płaszczowiny magurskiej, w Karpatach Zewnętrznych w postaci intruzji magmowych (dajek oraz silli).

## Właściwości
Andezyt pieniński jest barwy popielatej, w wyniku wietrzenia zmienia kolor na beżowy, następnie na brunatno-żółty lub rdzawy. Posiada teksturę porfirową.
Wszystkie odmiany wykazują gęsty i nieregularny cios termiczny.

## Skład mineralogiczny
W skład andezyt pienińskiego wchodzą:
- pirokseny (głównie augit)
- amfibole
- skalenie (głównie andezyn i inne plagioklazy)
- biotyt
- sporadycznie także apatyt, kalcyt, kwarc, chloryt, magnetyt i zeolity

Występują również porwaki piaskowców i wapieni.

## Eksploatacja
Andezyt pieniński na większą skale rozpoczęto wydobywać w II Rzeczypospolitej i zakończono w latach 60. XX w. Wydobywano je w kamieniołomach Snozka, Tylka i Lisi Łom na górze Wdżar, Malinowa na górze Jarmuta, na górze Bryjarka oraz w Krościenku nad Dunajcem.
Obecnie nie prowadzi się eksploatacji andezytu pienińskiego.

## Cechy fizyczne
Właściwości andezytu pienińskiego są zróżnicowane w zależności od odmiany i kamieniołomu, z którego został wydobyty.
| Parametr                       | Wżar            | Malinowa (Jarmuta) | Bryjarka   |
| ------------------------------ | --------------- | ------------------ | ---------- |
| gęstość objętościowa           | 2,60-2,74 g/cm³ | 2,45-2,77 g/cm³    | 2,58 g/cm³ |
| gęstość właściwa               | 2,74-2,84 g/cm³ | 2,742-2,81 g/cm³   | 2,69 g/cm³ |
| nasiąkliwość                   | 0,46-1,94%      | 1,02-2,17%         | 1,46%      |
| ścieralność na tarczy Boehmego | 0,21-0,8 cm     | 0,2-0,8 cm         | 0,11 cm    |
| ścieralność w bębnie Devala    | 3,03-4,7 cm     | 2,3 cm             | bd.        |
| wytrzymałość na ściskanie      | 89-277 MPa      | 75-200 MPa         | 236 MPa    |
| współczynnik emulgacji         | 0,28            | 0,19               | bd.        |

bd. – brak danych

## Zastosowanie

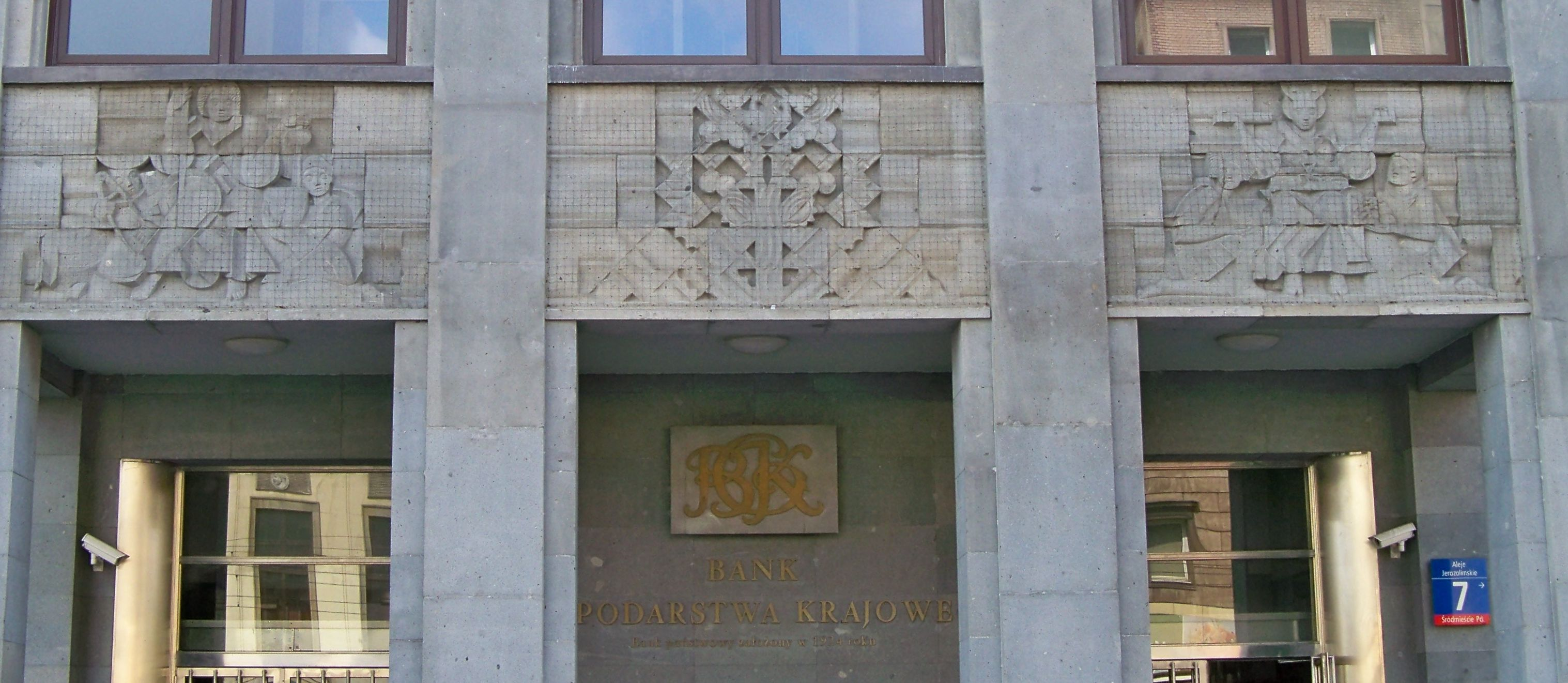
Elewacja i płaskorzeźby na gmachu Banku Gospodarstwa Krajowego w Warszawie wykonane z andezytu pienińskiego

Andezyt pieniński stosowało się w budownictwie, w drogownictwie (jako kruszywo, kostkę brukową czy krawężniki) oraz w sztuce sepulkralnej.

### Przykłady zastosowania
Wybrane zastosowania andezytu pienińskiego:
- gmach Banku Gospodarstwa Krajowego w Warszawie – elewacja i płaskorzeźby
- krawężniki w Krakowie (zachowały się m.in. przy ulicach Krupniczej, Bernardyńskiej, Krowoderskiej, św. Jana, św. Tomasza, Szewskiej)